# Makunduchi
Makunduchi és un poble de Zanzibar, Tanzània que es troba l'extrem sud-est d'Unguja, al sud de Jambiani, al Districte Sud de la Regió de Zanzibar Central-Sud. La ciutat compta amb dos assentaments diferents, uns 2 km de l'altra: Old Makunduchi i New Makunduchi. Old Makunduchi és un petit poble de pescadors, mentre que New Makunduchi té alguns edificis moderns, botigues i alguns blocs de pisos que es van construir en la dècada de 1970 amb l'ajuda dels fons i els enginyers de l'Alemanya de l'Est.
Makunduchi és principalment coneguda per la Mwaka Kogwa o Mwaka Koga ("mostra de l'any"), les celebracions del patrimoni shirazi, que tenen lloc al juliol/agost per celebrar l'any nou persa.